# Viol des hommes
Le viol sur des hommes est généralement criminalisé dans le monde. Historiquement considéré comme un crime exercé sur les femmes, ces viols ont également des répercussions psychologiques à long terme chez les victimes masculines. Enfin, si on compare aux femmes, les hommes ont également moins tendance à rapporter auprès de la police ces crimes les concernant.

## Prévalence
Une étude menée en Angleterre a indiqué que 3 % des hommes interrogés ont rapporté avoir eu un rapport sexuel non consenti en tant qu'adulte, 5 % ont eu un rapport sexuel non consenti en tant qu'enfant (moins de 16 ans), et 8 % ont eu un rapport sexuel consenti en tant qu'enfant (même si illégal d'après la loi anglaise). En 2020, la première enquête officielle menée au Royaume-Uni sur les agressions sexuelles par l'Office for National Statistics a montré que 0,4 % des hommes avaient été victimes de viol ou de tentative de viol au cours de leur vie. 
En France, 3.94 % de la population française masculine a déclaré avoir subi des rapports sexuels forcés ou des tentatives de rapports forcés au cours de leur vie (à comparer à 14.47 % de la population française féminine) d'après l'étude Ined de 2015. Cette même étude estime que, uniquement sur 12 mois (en 2015), il y a eu 197 000 victimes masculines de violences sexuelles (hors harcèlement et exhibitionnisme), contre 580 000 victimes féminines. Si on ne compte 'que' les viols et tentatives de viols, on atteint tout de même 3 500 victimes masculines de viols ou tentatives de viol, contre 89 500 victimes féminines.
Les violences sexuelles contre les hommes, comme celles contre les femmes, sont sous-déclarées. La dernière enquête officielle menée en France montre les mêmes proportions qu'au Royaume-Uni avec 0,93% d'hommes déclarant avoir subi un viol ou tentative de viol au cours de leur vie (5.76% des femmes).

## Vision générale
En général, le viol est perçu comme un crime contre les femmes (et historiquement a été défini de cette manière), même si plusieurs cas de viol contre une victime homme ont été le sujet de discussions au début des années 2010.
En France, le projet de loi adopté le 1er août 2018 permet d'inclure dans la définition juridique du viol le cas des hommes et des garçons ayant subi des fellations forcées, ou ayant été contraints de pénétrer l'auteur, ou l'autrice, du viol. L'article 222-23 du Code Pénal a ainsi été modifié : « Tout acte de pénétration sexuelle, de quelque nature qu'il soit, commis sur la personne d'autrui ou sur la personne de l'auteur par violence, contrainte, menace ou surprise est un viol. » ,. 
Le viol des hommes par des femmes est l'objet de peu de recherches par rapport à d'autres formes de violence sexuelle.
L'aide pour les hommes victimes est aussi limitée. En France, contrairement au Canada où le viol sur les hommes et les garçons fait l'objet d'une ample communication de la part de l’État,, les statistiques, études et plaquettes informatives spécifiquement dédiées aux hommes victimes de viol restent très peu nombreuses en France, voire totalement absentes concernant toute communication spécifiquement orientée vers les victimes hommes. De plus, aucun centre d’accueil de victime en France n'est dédié aux victimes hommes, contrairement au Royaume-Uni ou à l'Allemagne. Les associations qui aident les victimes de viol, telles que Collectif féministe contre le viol, Stop violences femmes ou encore SOS femmes, tendent à exclure par leur nom les hommes, même si elles leur sont ouvertes.
Il existe aussi un grand tabou autour des viols d'hommes. Dr. Maeve Eogan et Deirdra Richardson, respectivement la directrice médicale du centre de traitement des victimes d’agression sexuelle (Sexual Assault Treatment Unit, SATU) du Rotunda Hospital et une examinatrice médico-légale des agressions sexuelles, ont dit que le viol des hommes est toujours un sujet tabou et a une connotation négative parmi les hommes hétérosexuels et homosexuels. 
Généralement, les hommes qui sont victimes essayent de se cacher et nier leur victimisation, semblablement aux victimes femmes, sauf s'ils ont des blessures graves. À terme, ceux-ci pourront être très vagues dans l'explication de leurs blessures lorsqu'ils cherchent des services médicaux ou psychiatriques. Il est difficile pour les hommes victimes, qu'ils soient hétérosexuels ou homosexuels, de déclarer l'agression sexuelle dont ils ont fait l’expérience, surtout dans les sociétés avec de fortes normes masculines. Un conseiller indien Ajay Sathyan dit même : "Ils n'ont pas de plateforme pour en parler. Même les familles ne veulent pas le reconnaitre publiquement." Les hommes victimes de viol peuvent éprouver de la peur à l'idée de témoigner des violences subies compte tenu des préjugés homophobes et sexistes auxquels leur entourage pourrait les confronter. Pour certaines victimes, être renvoyées à des concepts homophobes et être contredites dans leur orientation sexuelle quelle qu'elle soit peut être ressenti comme un déni de leur vécu traumatique, on parle en psychologie de faute de la victime.

## Recherches et statistiques

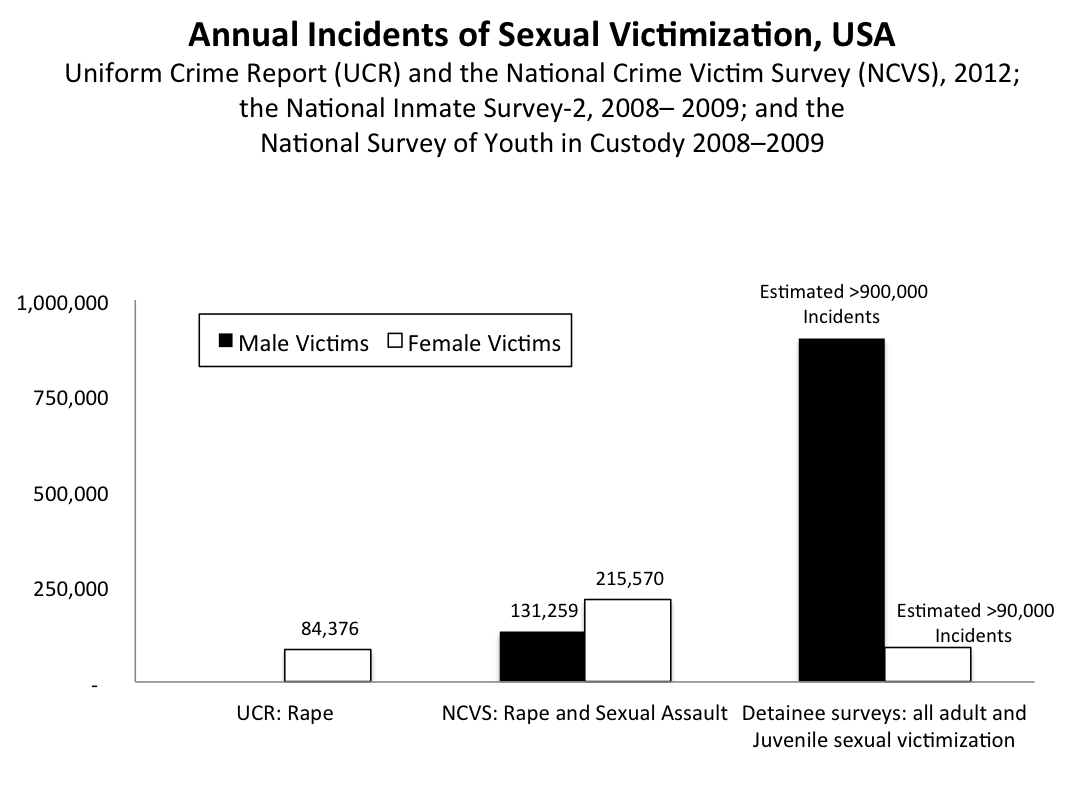
D'après plusieurs sources du gouvernement américain, il est estimé qu'en une année les adultes et jeunes de sexe masculin détenus sont victimes de plusieurs fois le nombre d'incidents de victimisation sexuelle que les femmes incarcérées. Cependant, les hommes et femmes détenues ne sont pas inclus dans la plupart des sondages de victimisation sexuelle,

La recherche sur les hommes victimes de viol n'est apparue qu'il y a moins de 30 ans[Quand ?], surtout à propos des enfants masculins. Les études sur les agressions sexuelles dans les centres de détention se ciblant surtout sur les conséquences de cette sorte de viol n'ont été disponibles qu'au début des années 1980, mais rien n'est disponible à propos des années précédentes. La plupart du corpus concernant les viols et les agressions sexuelles se focalise encore sur les femmes qui en sont victimes.
Certaines formes de violences sexuelles contre les hommes n'ont été envisagées que récemment.  Dans le "2010 National Intimate Partner and Sexual Violence Survey" (Sondage national des violences de partenaires intimes et sexuels de 2010), le Centres pour le contrôle et la prévention des maladies (CDC) a mesuré une catégorie de violence sexuelle appelée “being made to penetrate” (être contraint à pénétrer) qui comptent les incidents où les victimes ont été forcées à pénétrer quelqu'un, que ce soit par force physique ou par contrainte, ou quand la victime était ivre ou ne pouvant pas par ailleurs consentir. Le CDC a trouvé que 1.273 millions d'hommes ont rapporté avoir été "contraint à pénétrer" une autre personne dans 12 derniers mois, semblable aux 1.270 millions de femmes qui ont rapporté avoir été violées dans les 12 derniers mois. Les définitions de viol et de "contraint à pénétrer" dans l'étude du CDC ont été formulées de manière très semblables. Cependant, cette étude a été fortement critiquée. Selon le Washington Post, elle surestime le problème des violences sexuelles en Amérique dont les statistiques de viol seraient similaires à celles du Congo en temps de guerre. Les données du CDC contrastent fortement avec les statistiques officielles du Bureau of Justice Statistics, l'étalon-or de la recherche sur la criminalité, dont l'enquête fait état de 188 380 crimes sexuels chaque année.

### Viol d'un homme par un homme
Le viol d'un homme par un homme a été lourdement stigmatisé. Selon la psychologue Dr. Sarah Crome, moins de 1 sur 10 viols d'un homme par un homme est déclaré. En tant que groupe, les victimes masculines rapportent un manque de services ou d'aides, et les systèmes légaux sont souvent mal-équipés pour s'occuper de ce genre de crime.
Plusieurs études soutiennent que le viol homme-sur-homme en prison, ainsi que le viol femme-sur-femme en prison, sont des types de viols communs qui sont encore plus sous-déclarés que dans la population civile,,. Le viol des hommes comme arme de terreur en temps de guerre a été documenté (voir aussi Viol de guerre). Dans le cas de la guerre civile syrienne (2011–présent), les détenus masculins ont éprouvé des violences sexuelles, comme être forcé à s'asseoir sur une bouteille en verre cassée, avoir leurs organes génitaux attachés à un sac d'eau lourd, ou être forcé à regarder le viol d'un autre détenu.

### Viol d'un homme par une femme

#### Statistiques
Les viols d'hommes par des femmes sont sous étudiés par rapport aux autres formes de violences sexuelles. Les statistiques sur le taux de prévalence des viols d'hommes par des femmes ne concordent pas entre les études. En 2010, le "National Intimate Partner and Sexual Violence Survey (NISVS)" réalisé par le CDC rapporte que dans 78,5% des cas où les hommes sont victimes de viols où on les a "contraint à pénétrer", les auteurs du viols sont uniquement des femmes (p. 4 du rapport). Dans les cas d'hommes victimes de coercition sexuelle, les auteurs de la coercition sont uniquement des femmes dans 81,6 % des cas.  1 homme américain sur 21, c'est-à-dire 4,8 % des hommes, ont rapporté avoir été « contraints à pénétrer », tandis que 1 homme américain sur 71, c'est-à-dire 1,4 % des hommes, ont rapporté avoir été violés par pénétration.  Le sondage a aussi trouvé qu'une majorité des hommes victimes d'agressions sexuelles ne déclaraient que des femmes responsables pour « contrainte à pénétrer » (79,2 %), contrainte sexuelle (83,6 %), et pour contact sexuel non désiré (53,1 %). Une étude de 2008 du National Crime Victimization Survey (Sondage national de victimisation face au crime) a interrogé 98 hommes, et a trouvé que presque la moitié des hommes (46 %) qui ont déclaré une forme de victimisation sexuelle ont été victimes de femmes.
Le chercheur Martin S. Fiebert a publié une méta-analyse de 40 études en 2000 qui ont examiné des auto-déclarations de femmes et d'hommes qui ont éprouvé des contraintes sexuelles. Les critères pour "contrainte sexuelle" comprenaient pression verbale, contact sexuel non consenti, intoxication, menace, chantage ou force physique. Des 40 études, 2 études (Anderson P.B 1996, 1998) ont rapporté des actes de violence ou des tactiques de pression pour contraindre des hommes à avoir un rapport sexuel. Deux autres études (Struckman-Johnson,C.1988. 1994) ont trouvé des hommes exposés à des pressions psychologiques ou forcés dans des expériences sexuelles. Une autre étude (Hannon R., Kuntz T., Van Laar S., et Williams J., 1996) a trouvé que 20,4 % des femmes et 10,5 % des hommes déclaraient déjà avoir été contraints sexuellement, 23,4 % des femmes et 10,5 % des hommes déclaraient avoir été violés, 6,6 % des femmes et 10,5 % des hommes déclaraient qu'ils ont été victimes d'une tentative de viol. Struckman Johnson (1991) a aussi trouvé qu'une majorité des agressions par des femmes contre des hommes comprenaient une pression psychologique. Dans l'ensemble, les études montraient que les deux sexes ont été victimes de comportements coercitifs, les hommes faisant communément face à des tactiques telles que pression psychologique, colère contre eux quand ils refusaient (Rouse L.P 1988), agressions physiques et moins communément force physique.
Par rapport aux comportements sexuels abusifs par des femmes sur des hommes, le département de la Justice des États-Unis signale en introduction (page 5) :
- « D'après les estimations, 4,4 % des détenus en prison et 3,1 % et des détenus en pénitencier ont rapporté avoir été victimisés sexuellement  par un autre détenu ou un membre du personnel dans les derniers 12 mois ou depuis l'entrée dans l'établissement, si cela fait moins de 12 mois. »

Par rapport aux comportements sexuels abusifs (page 25) il indique :
- « Parmi les 39 121 hommes détenus en prison qui ont été victimes d'un abus sexuel par un membre du personnel, 69 % ont rapporté avoir eu une activité sexuelle avec une femme du personnel ; et 16 % de plus ont répondu avoir eu une activité sexuelle avec une femme et un homme du personnel (table 18). »

et :
- « Presque les deux-tiers des hommes en prison qui ont été victimisés ont dit que le membre du personnel coupable était une femme (64 %). »[26]

Les hommes abusés sexuellement par des femmes font souvent face à des doubles standards sociaux, politiques, et juridiques. Le cas de l'agression sexuelle par Cierra Ross d'un homme à Chicago a fait la une des journaux aux États-Unis et Ross a été condamnée pour abus sexuel criminel aggravé avec vol à main armée à caution au prix de 75 000 $.  Le cas de James Landrith est similaire : il a été contraint à pénétrer une connaissance de sexe féminin dans une chambre d'hôtel alors qu'il était totalement ivre, et que la violeuse citait le fait qu'elle était enceinte pour le conseiller de ne pas se débattre, pour peur de faire mal au bébé,.
Aux États-Unis, les victimes de sexe masculin, y compris les mineurs, sont forcées à payer une pension alimentaire à leur violeuse lorsqu'un enfant a été conçu lors du viol,,. Plusieurs affaires juridiques très médiatisées d'atteinte sexuelle sur mineur commise par des femmes sur des garçons aux États-Unis, impliquaient des enseignantes ayant des relations sexuelles illégales avec leurs élèves mineurs (voir par exemple Mary Kay Letourneau).

## Croyances sur les hommes victimes de viols
Pour un article plus général, voir Stéréotypes sur le viol.

### Vulnérabilité
Beaucoup de gens pensent que les hommes, même les jeunes garçons, ne peuvent pas être victimes de viol, ni même qu'ils peuvent être vulnérables. Dans certaines sociétés, si un petit garçon pleure, cela est considéré comme honteux ou efféminé, parce que le stéréotype masculin dépeint les hommes comme capables de se protéger, ce qui n'est pas toujours le cas,. Les gens oublient parfois que les jeunes garçons peuvent être faibles et vulnérables face à des malfaiteurs, qui sont souvent plus forts et peuvent utiliser n'importe quel moyen. Un homme adulte peut aussi ne pas pouvoir se défendre par protection inconsciente (sidération psychique). Il peut aussi être manipulé, ou être sous l'emprise de drogue ou d'alcool.

### Érection et consentement
Il est souvent pensé qu'un homme doit être excité pour avoir une érection ou un orgasme, et que cela veut dire qu'ils sont consentants et prennent du plaisir dans l'activité sexuelle. Roy J. Levin et Willy Van Berlo ont écrit dans un article dans le Journal of Clinical Forensic Medicine (« Revue de la médecine légale clinique ») qu'une stimulation génitale légère ou du stress peuvent provoquer une érection « même sans la présence de stimulation sexuelle ». Une érection ne veut donc pas dire que l'homme est consentant. Les hommes peuvent avoir des érections même dans des situations sexuelles traumatiques ou douloureuses.
Similairement à la réponse érectile féminine, la réponse érectile masculine est involontaire,, ce qui veut dire que l'homme n'a pas besoin d'être excité pour avoir une érection et qu'une stimulation mécanique est tout ce qui est nécessaire. Un homme peut aussi avoir une érection par peur ou par intimidation, surtout si la personne est plus âgée ou est une figure d'autorité.

### Minimisation du traumatisme
Certains partisans disent que les hommes sont moins traumatisés par leur abus sexuel que les femmes. Beaucoup d'études montrent que les effets long termes sont très néfastes pour les deux sexes, et que les hommes sont peut-être plus affectés à cause de la stigmatisation sociale et de l'incrédulité entourant leur victimisation. Eogan et Richardson notent que les hommes tendent à ressentir une colère plus intense que les femmes, et que les deux sexes traversent des sentiments de détresses similaire après un viol. La conseillère en traumatisme Stephanie Baird dit que les hommes qui ont reçu une attention sexuelle en tant qu'enfant l'expliquent souvent à eux-mêmes comme "Je suis beau gosse, j'ai couché avec ...". Baird explique qu'ils font ça pour avoir l'impression qu'ils avaient du pouvoir dans cette situation. Carpenter (2009, citant Mezey, 1987) a trouvé que "le mécanisme de défense des hommes, caractérisé par le déni et le contrôle, les rend plus sujet à des problèmes psychiatriques plus tard, et réduit la probabilité qu'ils cherchent de l'aide".

### Orientation sexuelle
Henry Leak, le président de l'organisation "Survivors" (Survivants), a noté que les viols d'hommes, comme ceux de femmes, ont plus à voir avec le pouvoir qu'avec la sexualité, et qu'ils ne se passent pas exclusivement dans la communauté homosexuelle. L'orientation sexuelle est une notion compliquée, et la majorité des malfaiteurs de sexe masculin, qui cherchent des garçons, ne sont pas homosexuels.
Les hommes victimes d'agression sexuelle ont souvent peur d'être perçus comme gays ou faibles, ou s'imaginent que leur agression est due à une apparence efféminée. Les experts ne pensent pas que les abus sexuels jouent plus tard un rôle significatif dans l'orientation sexuelle. Des recherches menées par Jane Gilgun, Judith Becker et John Hunter indiquent que, même si beaucoup de malfaiteurs ont été eux-mêmes victimes d'abus sexuels, la majorité des victimes ne deviennent pas des malfaiteurs dans leur adolescence.

### Ils sont chanceux
La coordinatrice de "Ontario Coalition of Rape Crisis Centres" (La coalition d'Ontario des centres de crise du viol) Nicole Pietsch a indiqué que les hommes victimes font face à des barrières, notamment un mythe qui voudrait qu'un homme violé par une femme ne peut que l'avoir voulu. Dans ce cas, le public pourra dire que la victime est chanceuse, en caractérisant l'expérience comme positive même si elle ne l'est pas du tout.